# Alain Fostier
Alain Fostier (21 juni 1963) is een Belgisch voormalig zaalvoetballer.

## Levensloop
Fostier verdedigde de kleuren van HMI Châtelet. In 1987 ontving hij als speler van deze club de Bronzen Pantoffel. Voorts kwam hij uit voor MFC Trivières, Azur Charleroi en ACM Charleroi.
Daarnaast was hij actief in het Belgisch zaalvoetbalteam. Met de Indoor Rode Duivels nam hij onder meer deel aan het wereldkampioenschap van 1989, alwaar hij met de nationale equipe vierde werd. In totaal verzamelde hij 27 caps.